# Revue internationale des sociétés secrètes
Revue internationale des sociétés secrètes (RISS) (cuya traducción literal a español podría ser Revista internacional de las sociedades secretas), «órgano de la Liga franc-católica», fue un periódico editado en París entre 1912-1914 y 1920-1922, y dirigido por Monseñor Ernest Jouin, con contribuciones del periodista Charles Nicoullaud (bajo el seudónimo de «Fomalhaut»), así como del periodista Pierre Virion (bajó los seudonímos de «J. Boicherot» y «Lefrançois»), y del marqués de la Franquerie (quien fue el redactor jefe).

## Descripción
Era una revista católica tradicionalista publicada por la Liga franc-católica de contenido a dominancia antimasónica y conspiracionista. Esta revista contribuyó a la difusión de Los protocolos de los sabios de Sion y ejerció una influencia considerable sobre la literatura de las teorías de conspiración en Francia.